# Lewon Dżulfalakian
Lewon Dżulfalakian (orm. Լևոն Ջուլֆալաքյան; ros. Левон Арсенович Джулфалакян, Lewon Arsenowicz Dzułfałakian; ur. 5 kwietnia 1964 w Leninakanie) – radziecki i ormiański zapaśnik w stylu klasycznym.

## Życiorys
Złoty medalista Igrzysk w Seulu 1988 w wadze do 68 kg. Dwukrotny uczestnik Mistrzostw Świata - złoto w 1986, brąz w 1989 roku. Mistrz Europy w 1986. Pierwszy w Pucharze Świata w 1985. Mistrz ZSRR w 1984 i 1985 roku.
Od 1988 roku Zasłużony Mistrz Sportu ZSRR. Po zakończeniu kariery sportowej został trenerem. Od 2009 pracował z kadrą Armenii. W tym samym roku został również wybrany prezesem związku ormiańskich olimpijczyków. W 2003 roku został członkiem Narodowego Komitetu Olimpijskiego.
Jego syn Arsen także jest zapaśnikiem. Na Igrzyskach w 2012 w Londynie zdobył srebrny medal.